# Martin Kunzler
Martin Kunzler (Lörrach, 29 april 1947) is een Duits jazzcontrabassist en muziekjournalist. Hij kreeg bijzondere bekendheid door zijn bij het Rowohlt-Verlag verschenen rororo Jazz-Lexikon, dat tegenwoordig als Duitstalig standaardwerk voor deze muziekrichting telt.

## Biografie
Martin Kunzler kwam als jongste van zes kinderen ter wereld in Lörrach en ging naar het Hans-Thoma-Gymnasium en het Wirtschaftsgymnasium in Lörrach. Vanaf 1960 nam hij les op de contrabas bij Chester Gill en vanaf 1964 volgde een contrabas-studie bij Michel Delannois en muziektheorie bij Percy Gerd Watkinson in Bazel. Na zijn huwelijk en de geboorte van zijn zoon Claudio voltooide Kunzler van 1966 tot 1968 een volontaire als krantenredacteur in het Oberbadischen Verlagshaus in Lörrach, daarna was hij tot 1969 daar redacteur en feuilleton-correspondent van de Schwarzwälder Boten. In 1967/68 had hij bovendien een leeropdracht aan de Pädagogischen Hochschule Lörrach in de vakken contrabas en Werkstatt Neue Musik.
Daarnaast was Kunzler actief in avantgardische muzikale projecten met het Tübinger ensemble van Heinz Kunzler en Wolfgang Hamm en het ensemble rond Percy Gerd Watkinson. Er volgden talrijke concerten en tournees als jazzmuzikant met onder anderen Oscar Klein, Raymond Droz, Ewald Heidepriem, Hans Deyssenroth, Phil Woods, Lee Konitz, Albert Nicholas, Milt Buckner, Attila Zoller, Stu Martin, Jean-Louis Chautemps, Pony Poindexter en vooral over vele jaren met de Amerikaanse arrangeur Bob Carter.
Van 1970 tot 1972 was Martin Kunzler leider van de feuilleton-redactie van het Westfalen-Blatt in Bielefeld. Tijdens deze periode kwam ook de publicatie van zijn eerste boek Gerettet auf dem Steinway-Flügel als co-auteur naast Bernhard Conz. Na een intermezzo bij de Badische Zeitung in Freiburg im Breisgau in 1973 nam hij in juli 1973 de pr-afdeling over van de BASF-muziekproductie in Hamburg en later in Mannheim. Daar droeg hij vooral zorg voor de platenlabels Harmonia Mundi en MPS Records, waarvan het ene was gespecialiseerd op oude muziek en het andere op jazz. Hij was ook werkzaam als producent, niet in de jazz maar in het klassieke bereik (en daar vooral als specialist voor de moderne en oude muziek). Op dit gebied bedacht hij als uitgever veel projecten. Belangrijke langdurige partner waren daarbij Carl Orff, Gary Bertini, Ireneu Segarra en Peter Michael Hamel.
Na het vertrek van BASF uit de muziekbusiness in 1976 werkte hij ook als tevoren deels als freelancer voor platenlabels als de Deutsche Grammophon (Archiv Produktion), EMI Music, Wergo, Teldec (Das Alte Werk) en Bellaphon Records, de Südwestfunk, de WDR, ORF en de Deutsche Welle, het Schott-Verlag en kranten resp. tijdschriften zoals Neue Musikzeitung (nmz, Bosse Verlag), Das Orchester, Melos, Musica, Musik und Bildung, Fonoforum, Stereo, Disk (Holland), Deutsches Allgemeines Sonntagsblatt, talrijke dagbladen en publieke tijdschriften tot de Playboy.
In 1977 kwam hij als persvoorlichter naar Boehringer Mannheim (later Roche Diagnostics), behield echter zijn zelfstandige activiteiten als auteur en producent. Vanaf 1980 plaatsten de werkzaamheden voor de eerste editie van de Rowohlt-Jazzlexikon zich op de voorgrond. Het verscheen in 1988, gevolgd door diverse aanvullingen en ongewijzigde nieuwe edities en een volledig herziene nieuwe editie in 2002.
Hij werkte bovendien mee aan de Neue Deutsche Biographie van de Bayerische Akademie der Wissenschaften. Daarnaast waren er ook activiteiten op het gebied van museums, onder andere essayistische bijdragen voor tentoonstellingscatalogi en in 2002 de marketing voor een grote Jean Tinguely-terugblik van de Kunsthalle Mannheim.

## Werken
- Gerettet auf dem Steinway-Flügel. Bernhard Conz über Conz und andere. Busse Verlag, Herford 1971 (samen met Bernhard Conz).
- Jazz-Lexikon. uitgebreide nieuwe editie Rowohlt, Reinbek 2002 (digitaal verkrijgbaar via Directmedia Publishing, Berlin 2006).

1. A–L. ISBN 3-499-16512-0.
2. M–Z. ISBN 3-499-16513-9.

- Wir und wie wir wohnen, Neu Heidelberg, Heidelberg 2018, ISBN 978-3-00-059153-2

- Gemeinsame Normdatei: 12413047X
- International Standard Name Identifier: 0000 0001 0954 2533
- Library of Congress Control Number: n90615131
- MusicBrainz: 6e300ffc-1330-476c-9200-81f9d96ecffb
- Nationale Bibliotheek van Tsjechië: jn20030314004
- Nederlandse Thesaurus van Auteursnamen: 07469880X
- Virtual International Authority File: 10771601
- WorldCat: E39PBJjtcmRkYXDbCkjWrYQyVC